# Palmoplantarkeratose - kongenitale Alopezie
Die Palmoplantarkeratose - kongenitale Alopezie (PPK-CA) ist eine sehr seltene angeborene Erkrankung mit einer Kombination von Alopezie (Haarverlust an Kopf und Körper) und Sklerodaktylie (Hautverhärtung). Sie gehört zu den Hereditären Palmoplantarkeratose.
Je nach Vererbungsmuster werden zwei Formen unterschieden: eine autosomal-dominante und eine autosomal-rezessive Form. Die autosomal-dominante PPK-CA verläuft weniger schwer als die rezessive Variante.

## Verbreitung
Die Häufigkeit wird mit unter 1 zu 1.000.000 angegeben, von beiden Formen wurden jeweils weniger als zehn Betroffene beschrieben.

## Ursache
Die Ursache ist in beiden Fällen bislang nicht sicher bekannt. Im Jahre 2015 wurde für die dominante Form eine auslösende Mutation entdeckt im GJA1-Gen auf Chromosom 6 Genort q22.31 zugrunde, welches für das Gap-Junction-Protein Connexin 43 (Cx43) kodiert.
Mutationen in diesem Gen finden sich auch bei:
- Okulo-dento-digitale Dysplasie
- Syndaktylie Typ 3.[3]
- Atrio-ventrikulärer Septumdefekt
- Kraniometaphysäre Dysplasie, rezessive Form
- Erythrokeratodermia variabilis Typ 3
- Hypoplastisches Linksherz-Syndrom

## Klinische Erscheinungen
Klinische Kriterien sind:
- Krankheitsbeginn meist im Säuglingsalter mit Haarverlust
- in den folgenden Jahren Keratosis pilaris
- beim Kleinkind Palmoplantarkeratose auch mit ungewöhnlicher Anordnung (seitlich an den Fingern, Handfläche ausgespart)

Typisch ist eine Beteiligung der Nagelfalz mit sekundärer Nageldystrophie.

## Dominante Form
Bei der autosomal-dominanten Form stehen die fehlende Kopf- und Körperbehaarung und Palmoplantarkeratose im Vordergrund, an den Händen finden sich keine weiteren Veränderungen.
Synonym: Palmoplantarkeratose und kongenitale Alopezie Typ Stevanovic
Die Erstbeschreibung stammt aus dem Jahre 1959 durch Hautarzt D. V. Stevanovic aus Belgrad.

## Rezessive Form
Bei der Rezessiven Form kommen Katarakt (Grauer Star), oft auch fortschreitende Klinodaktylie und Ainhum-artige Veränderungen (Daktylolyse) hinzu. Die Sklerodermie führt oft zu Gelenkkontrakturen.
Synonyme sind: Palmoplantarkeratose - kongenitale Alopezie, Typ Wallis; PPK-CA Typ Wallis; Katarakt - Alopezie – Sklerodaktylie
Die Erstbeschreibung stammt aus dem Jahre 1989 durch die südafrikanischen Humangenetiker Colin Wallis, François Saw Lan Ip und Peter Beighton.

## Differentialdiagnose
Abzugrenzen sind:
- Clouston-Syndrom (Hidrotische ektodermale Dysplasie)
- Hypotrichosis-Osteolysis-Periodontitis-Palmoplantarkeratose-Syndrom[9]
- KID-Syndrom (Keratitis-Ichthyosis-Taubheitssyndrom)
- Lelis-Syndrom[10]
- Odonto-onycho-dermale-Dysplasie[11]
- Olmsted-Syndrom (Synonyme: Mutilierende Palmoplantarkeratose mit periorifiziellen keratotischen Plaques)[12]
- Schöpf-Schulz-Passarge-Syndrom